# Bolton Challenger 2004
Il Bolton Challenger 2004 è stato un torneo di tennis facente parte della categoria ATP Challenger Series nell'ambito dell'ATP Challenger Series 2004. Il torneo si è giocato a Bolton in Gran Bretagna dal 19 al 24 ottobre 2004 su campi in cemento indoor.

## Vincitori

### Singolare
Marcos Baghdatis ha battuto in finale  Peter Wessels con il punteggio di 6–1, 3–6, 6–2

### Doppio
Jeff Coetzee /  Jim Thomas hanno battuto in finale  Melle Van Gemerden /  Peter Wessels con il punteggio di 7–5, 6–3